# Pelle Svanslös och den stora skattjakten
Pelle Svanslös och den stora skattjakten är en svensk film i regi av Mikael Ekman från år 2000. I huvudrollerna ses Björn Kjellman, Cecilia Ljung och Christer Fant.
Filmen är en uppföljare till SVT:s julkalender i TV från 1997 Pelle Svanslös.

## Handling
Maja och Pelle har flyttat ut till en gemensam glugg. Gammel-Maja hittar en skattkarta vilket leder Pelle, Trisse, Gullan, Måns, Bill och Bull och Petterson till tornen i Uppsala Domkyrka.

## Rollista
- Björn Kjellman – Pelle Svanslös
- Cecilia Ljung – Maja Gräddnos
- Christer Fant – Elake Måns
- Leif Andrée – Bill
- Göran Thorell – Bull
- Suzanne Ernrup – Gullan från Arkadien
- Brasse Brännström – Trisse
- Jonas Uddenmyr – Murre från Skogstibble
- Lena-Pia Bernhardsson – Maja Gräddnos mamma
- Peter Harryson – Pettersson, slaktarens hund
- Siw Malmkvist – Gammel-Maja i Domkyrkotornet
- Lars Dejert – Tusse Batong
- Krister Henriksson – berättare
- Anna Björk – inredningskatt

## Produktion
I filmen återvänder alla skådespelare från SVT:s julkalender från 1997 förutom Ulla Akselson som tackade nej till att spela Gammel-Maja och därför ersattes av Siw Malmkvist. Även Anna Björk tillkommer som inredningskatt.
Inspelningarna inleddes 4 december 2000 i SVT Dramas lokaler i frihamnen i Stockholm med en budget på 15 miljoner kronor.
Mikael Ekman beskriver filmen som en "hyllning till barndomens matinéer" med blinkningar till Jakten på den försvunna skatten.

## Mottagande
Filmen fick ett blandat mottagande av kritiker. Hansson Anders på Göteborgs-Posten beskriven filmen som "precist balanserad" och "spänstig som en nyinlagd ansjovisfilé" med en "snäll mix av spänning, hjältedåd, godhet och värme" samt beskrev dräkterna som coola. Jens Peterson på Aftonbladet beskrev filmen som en lyckad överföring från julkalendern till film med ett "fyndigt manus". Jan Söderqvist på Svenska Dagbladet kritiserade filmen för att vara långsam och utdragen och Erik Helmerson på TT Spektra kritiserade filmens tempo. Michael Tapper på Sydsvenskan gick däremot hårdast åt mot filmen som ansåg att den hade en "tunn berättelse om en sällsynt tråkig skattjakt" och kritiserade vidare det långsamma tempot, hur avsnittsformatet dåligt överfördes till långfilmsformat, humorn och rekvisitan.

## Utgivning och visningar
Filmen hade biopremiär i Sverige den 6 oktober 2000 och har visats på SVT.
Filmen gavs ut på DVD 2005.